# Charlie Ternisien
Pour les articles homonymes, voir Ternisien.

a Compétitions nationales et continentales officielles uniquement.

Dernière mise à jour le 26 septembre 2021.
Charlie Ternisien, né le 27 février 1984 à Saint-Palais, est un joueur français de rugby à XV qui évolue principalement aux postes de troisième ligne aile et troisième ligne centre.

## Biographie
Charlie Ternisien est issu d'une fratrie de quatre joueurs de rugby, dont Simon, Martin et Benoît. Natif de Saint-Palais, il joue avec ses frères Simon et Benoît au football dans le club de sa ville natale ; les quatre frères commencent ensuite à pratiquer le rugby à XV à l'US Mouguerre après leur déménagement dans la commune de Mouguerre, jusqu'à l'adolescence,.
Il rejoint l'Aviron bayonnais en catégorie espoir. En manque de temps de jeu, il intègre alors l'Union Bordeaux Bègles.
Après cinq saisons au sein du club girondin, il rejoint l'US Dax en 2012, dans lequel évolue son frère Simon depuis une saison. Il devient l'un des cadres de l'équipe dacquoise avec laquelle il est fréquemment titulaire. Charlie signe, en même temps que son frère, une prolongation de contrat pour deux saisons plus une optionnelle en 2014. Évoluant naturellement aux postes de troisième ligne aile et troisième ligne centre, il joue occasionnellement au poste de deuxième ligne suivant les blessures à ce poste, à partir de la saison 2014-2015,.
Son contrat se termine à la fin de la saison 2017-2018, et après la relégation du club dacquois en Fédérale 1 au terme de cette même saison, il rejoint en même temps que son frère Simon la División de Honor, première division du championnat d'Espagne ; ils évoluent avec le club basque de Hernani CRE (es) pendant une année. Charlie rejoint alors le championnat français dès la saison suivante, défendant les couleurs de son club formateur en Fédérale 3, l'US Mouguerre,, pendant trois saisons.